# Acronicta montivaga
Acronicta montivaga là một loài bướm đêm trong họ Noctuidae.